# Geoffrey Bardon
Geoffrey Bardon AM (* 1940 in Sydney; † 6. Mai 2003 in Taree in Australien) war ein Künstler und Kunstlehrer und gilt als Auslöser der bedeutendsten neuzeitlichen Kunstrichtung der Aborigines in Papunya: des Dot-Painting, des Punktemalens.

## Beruf
Bardon studierte drei Jahre lang Rechtswissenschaft an der University of Sydney, bevor er sich entschloss an der National Art School in Sydney, Kunst zu studieren, die er mit Abschluss im Jahre 1966 verließ. Danach unterrichtete er an verschiedenen Schulen, bevor er 1971 an der Grundschule in Papunya unterrichtete, einer Siedlung der Aborigines etwa 250 Kilometer westlich Alice Springs. Bardon produzierte drei Filme und zwei Bücher über die Kunst der Aborigines. Er lebte 22 Jahre in Taree mit seiner Frau Dorn und seinen Söhnen Michael und James.

## Dot-Painting
Ab 1971 arbeitete er als Kunstlehrer in Papunya. Dort überzeugte er in den Jahren 1971 und 1972 die Aborigines, ihre Geschichten von der Traumzeit zu malen. Sie malten zunächst auf den Schulmauern in Papunya das Honigtopfameisen-Wandgemälde, nachdem Old Tom Onion Tjapangati, der Bewahrer des Honigameisen-Dreamings, die Erlaubnis für ein derartiges Wandbild  gab. Die Wandbilder wurden zwar aufgrund einer Sauberkeitsverordnung der Schule entfernt, hatten aber nachhaltige Wirkung. Er ermutigte die Maler, Maluntergründe aus Holz und Leinwand zu benutzen, und brachte ihnen synthetische Farben. Unter diesen Voraussetzungen war es möglich, Bilder auf Leinwand zu malen, und die traditionellen Muster mit Linien wurden ab 1980 durch Punkte auf dem Malgrund abgelöst. Damit war der Kunststil des Dot-Painting (Punktmalerei) entstanden. Es kam 1971 zur Gründung der Papunya Tula Artist Cooperative im Kulturraum der Western Desert. Clifford Possum Tjapaltjarri, einer der bedeutenden Maler dieser Schule, transformierte in dieser Kooperative den traditionellen Malstil in eine kommerzielle Zielrichtung. Johnny Warangkula Jupurrula war einer der Ersten, der diese Form der Punkt-Malerei perfektionierte und ikonographische Elemente schuf, die sich im Bild auflösen.